# Azulejos de prisioneros de Ramsés III

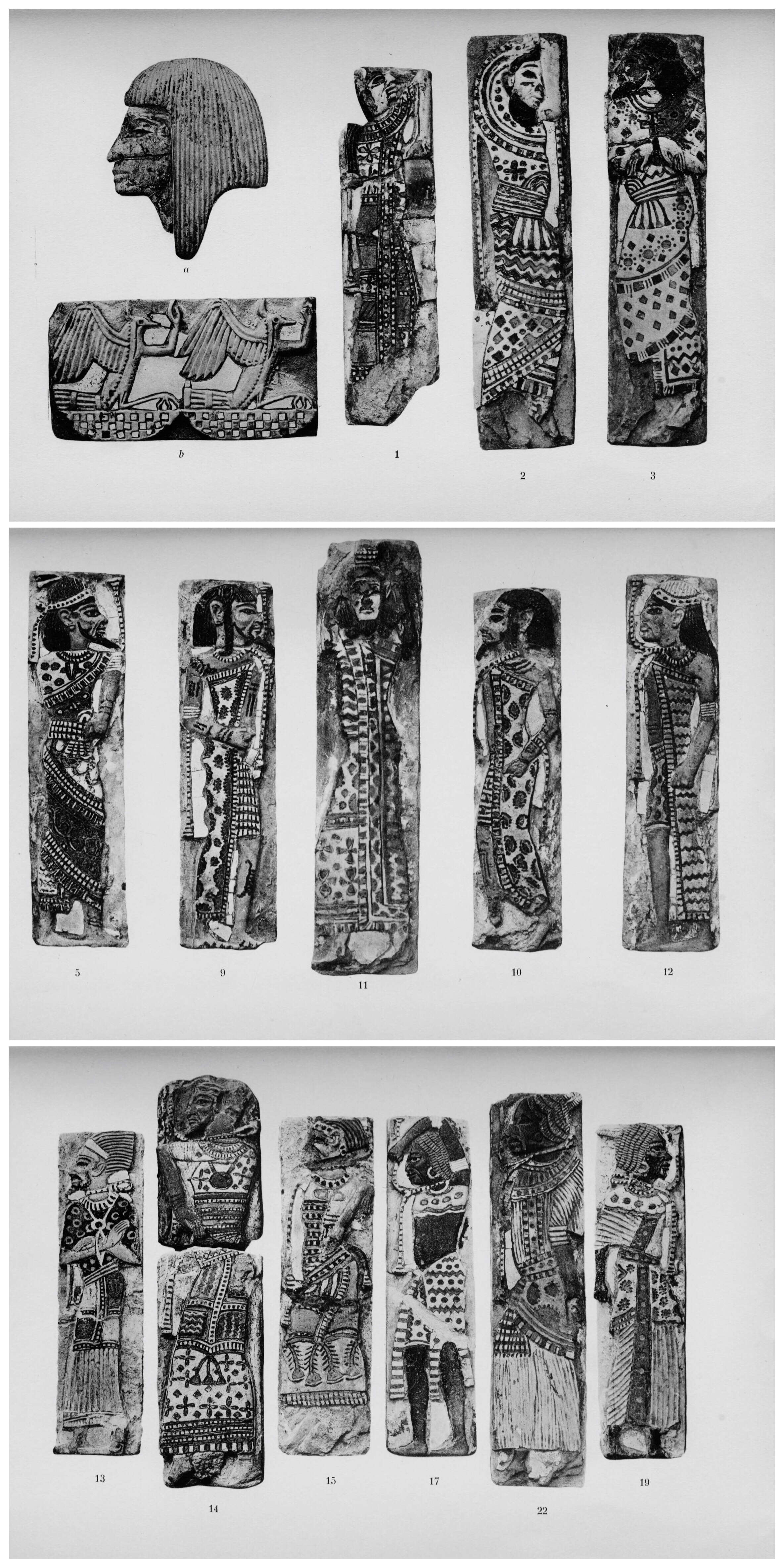
Azulejos del Museo Egipcio catalogados en 1911

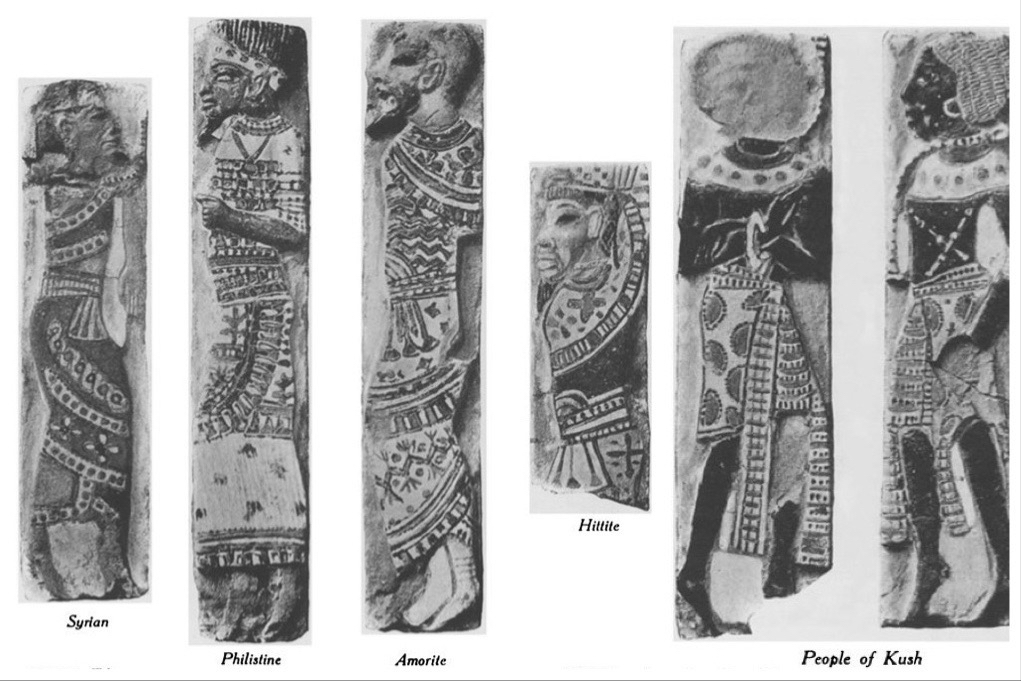
Azulejos catalogados en 1908 por el Museo de Bellas Artes de Boston.

Los azulejos de prisioneros de Ramsés III son una colección de fayenza egipcia que representa prisioneros de guerra, encontradas en los palacios de Ramsés III en Medinet Habu (adyacente al Templo Mortuorio en Medinet Habu) y Tell el-Yahudiyeh. Grandes cantidades de azulejas de fayenza han sido encontradas en estas áreas por excavadores de sebakh desde 1903; las más conocidas son aquellas que representan a personas extranjeras o prisioneros. Muchas de ellas fueron halladas en montones de basura excavados.
Se consideran de un interés histórico y etnográfico significativo, dada la representación de poblaciones vecinas durante la Vigésima Dinastía de Egipto (1189 a. C.–1077 a. C.).
La mayoría se encuentra en el Museo Egipcio de El Cairo, así como en el Museo de Bellas Artes de Boston.

## Descripción

### Ubicación y tamaño

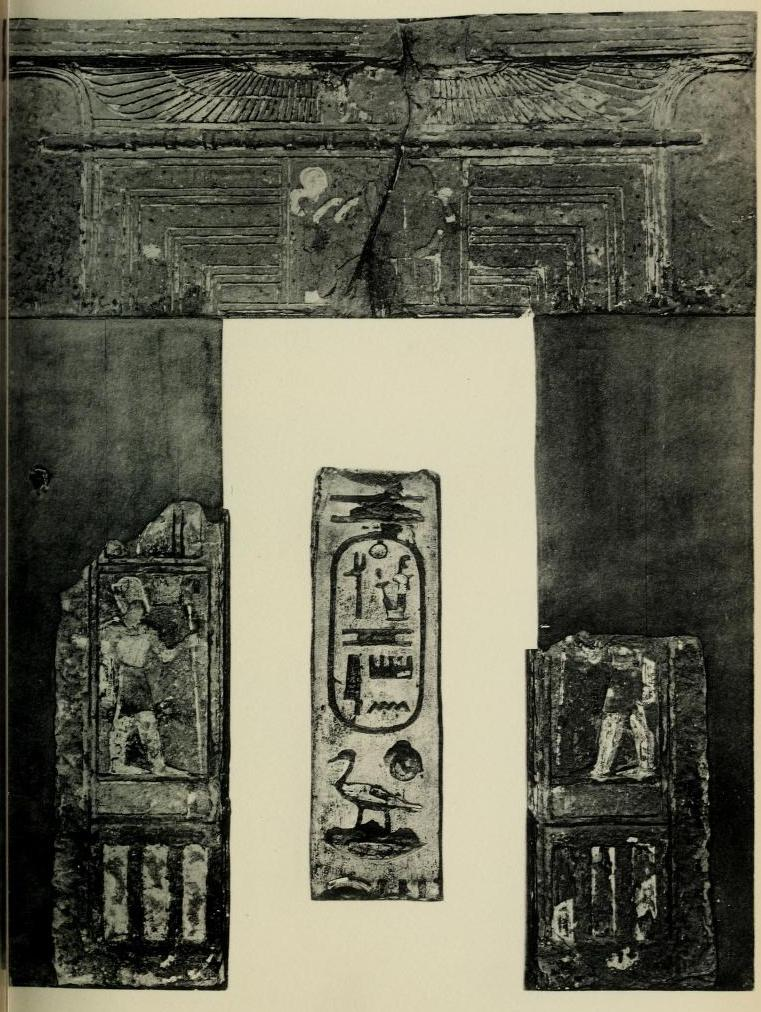
Puerta en Medinet Habu que muestra la ubicación original de los azulejos en la parte inferior de cada lado.

Los azulejos fueron encontradas en 1870 en Tell el-Yahoudieh y en 1903 en Medinet Habu. Aquellas de Tell el-Yahoudieh son más grandes, con un ancho de aproximadamente 10,5 centímetros, mientras que las de Medinet Habu se dividen en dos grupos de 30 por 7 centímetros y 25 por 6,5 centímetros. Todos los azulejos son rectangulares, con un grosor de base de 1,0–1,2 centímetros, y junto con la escultura en relieve de las personas, el grosor total es de 1,8–2,0 centímetros.
Los azulejos de prisioneros de Medinet Habu estaban originalmente ubicadas en tres celdas rectangulares a ambos lados de las puertas del palacio, cada una de 30,5 centímetros de altura y 8 centímetros de ancho.
En todas los azulejos, los prisioneros están representados de pie. En algunos azulejos, las plantas de los pies de los prisioneros descansan en el suelo; en otras, pueden interpretarse como corriendo o colgando. Los brazos de los prisioneros suelen estar atados, y en otras baldosas se muestra una cuerda blanca y negra con bellotas en los extremos alrededor del cuello.

En su artículo de 1911 sobre los azulejos, el egiptólogo francés Georges Daressy, del Museo Egipcio de El Cairo, señaló que los azulejos no tienen inscripciones, por lo que la identificación de los pueblos representados requería una comparación de los dibujos con relieves de templos o pinturas en tumbas previamente conocidos, lo que generaba cierta incertidumbre:
"Desafortunadamente, no hay inscripción en estos azulejos que fije el nombre de los pueblos representados; nos vemos obligados a comparar con los bajorrelieves de los templos o las pinturas de las tumbas para encontrar un tipo similar y a veces nos sentimos perplejos."
El trabajo formal de excavación en Medinet Habu por parte del Servicio de Antigüedades Egipcias (EAS) finalizó en 1899, pero los trabajos continuaron a cargo de los campesinos locales cavadores de sebakh (residuo rico en nitrógeno de antiguos ladrillos de barro, excavado para ser utilizado como fertilizante). En 1903, los campesinos descubrieron restos de puertas volcadas, aún parcialmente cubiertas con su decoración original en baldosas esmaltadas. Algunas piezas desaparecieron, pero la mayoría fue recolectada por los "ghaffir" y enviada por Howard Carter, entonces Inspector Jefe de la EAS en el Alto Egipto, al Museo de El Cairo, junto con cuatro de los pilares y un dintel al que habían pertenecido. Las tabletas del Museo Egipcio están numeradas JE 36261 a-b, 36271, 36399, 36440 a-c, 36441 a-c, 36457 a-k, así como una anterior a los accesos de 1903 numerada JE 27525.

El Museo de Bellas Artes de Boston señaló en 1908 que la "procedencia de los azulejos es cuestionable". Fueron compradas en 1903 en nombre del museo por Albert Lythgoe al comerciante de antigüedades Mohamed Mohassib con sede en Luxor; la compra se realizó como parte de un grupo (03.1566-03.1577; 03.1578a-i).

## Galería

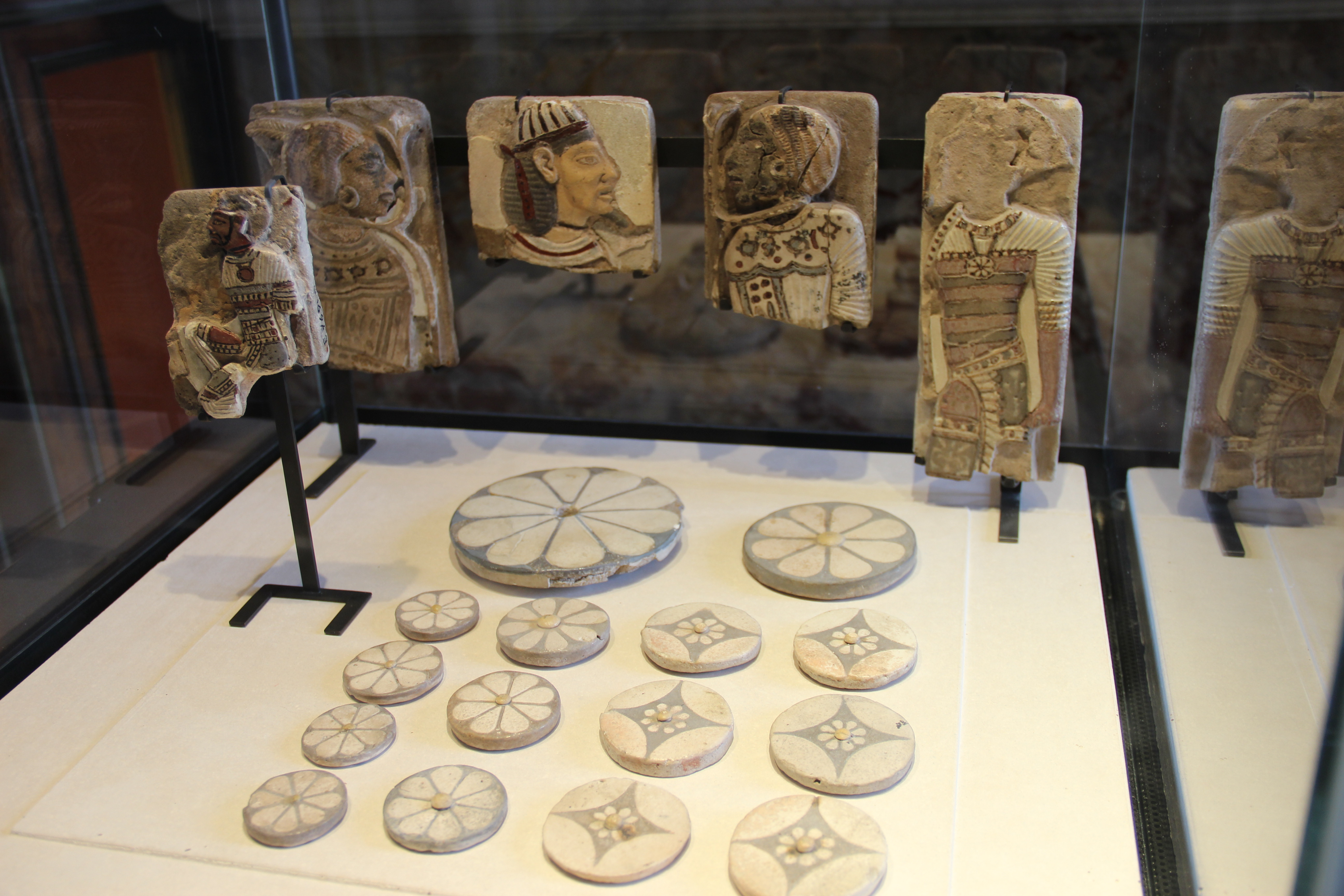
Exposición en el Louvre (E 4855 y E 7691 d.C.)
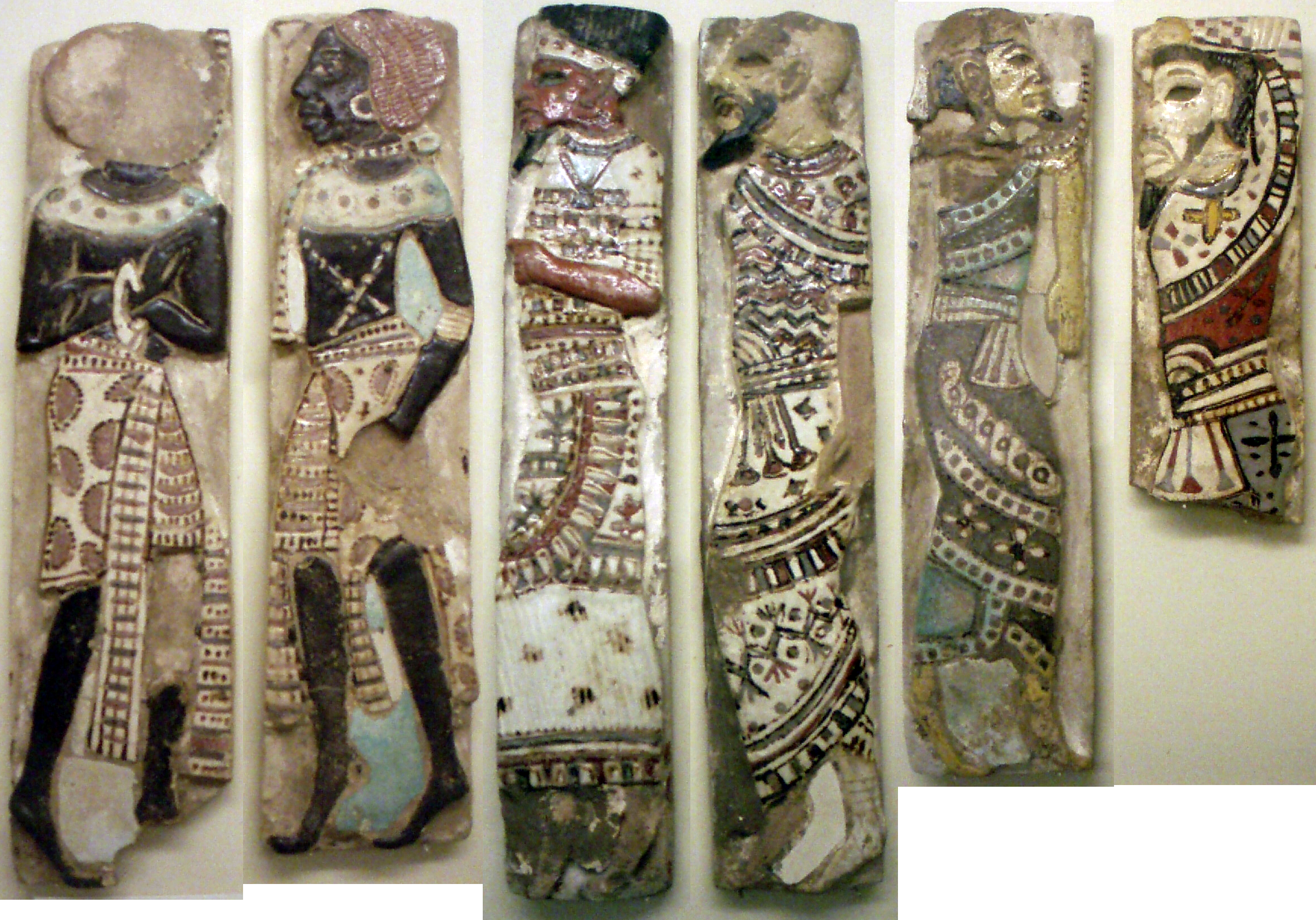
Recopilación del Museo de Bellas Artes de Boston.
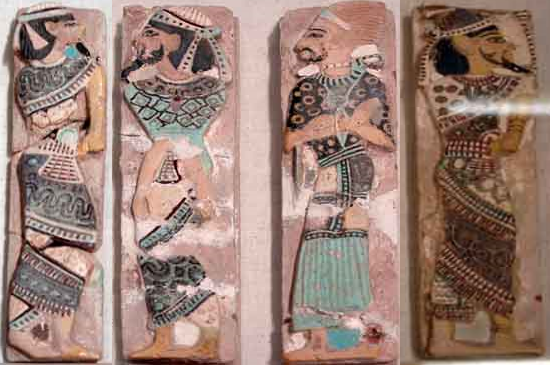
Recopilación del Museo Egipcio de El Cairo